# Domingos de Sequeira

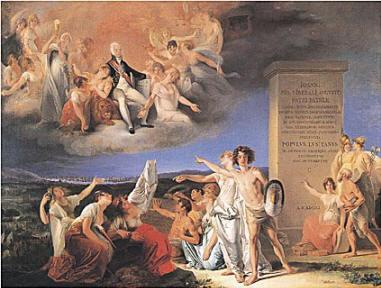
Allegorie der Tugenden König Johanns VI. von Domingos de Sequeira (um 1800)

Domingos de Sequeira, eigentlich Domingos Antonio do Espirito Santo (* 10. März 1768 in Santa Maria de Belém/Lissabon; † 7. März 1837 in Rom) war ein portugiesischer Maler, Radierer und Lithograf des 18. und 19. Jahrhunderts. Er gilt als einer der bedeutendsten Maler der portugiesischen Kunstgeschichte.

## Leben
Er wird 1768 in eine arme Familie hineingeboren und besucht früh eine Künstlerschule. 1782 nimmt er den Namen de Sequeira als Künstlernamen an. 1788 lebt er in Rom, um dort zu studieren und wurde 1793 Lehrer an der Academia di San Luca. 1795 kehrt er nach Lissabon zurück und ging für drei Jahre in ein Kloster, da er an Depressionen litt. 1802 erfolgte seine offizielle Ernennung zum Ersten Hofmaler. So malte er König Johann VI. 1823 musste er wegen Befürwortung revolutionärer demokratischer Ideen nach Paris emigrieren, 1826 kehrte er nach Rom zurück. 1832 schließlich musste er krankheitsbedingt das Malen aufgeben. Er schuf ein Tafelwerk, das dem Herzog von Wellington in Anerkennung seiner Verdienste um Portugal geschenkt wurde.

## Werk

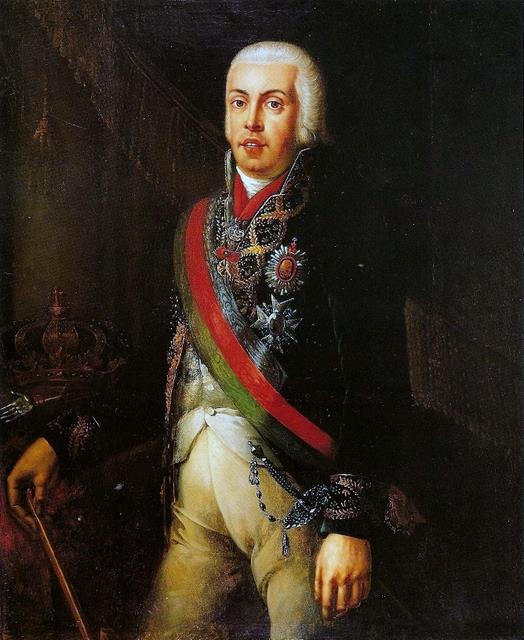
Johann VI. von Portugal

Vor allem Porträts gehörten zum Sujet des Malers, bis hin zu Bildern, die König Johann VI. zeigen. Aber auch Bilder mit nationalen oder religiösen Themen nehmen in seinem Œuvre einen großen Platz ein. Seine Hauptwerke Anbetung der Könige, Himmelfahrt Christi und Jüngstes Gericht befinden sich in der Sammlung des Herzogs von Palmela.